# Крычанов, Максим Андреевич
Максим Андреевич Крычанов (30 января 1988, Ленинград) — российский футболист, защитник.

## Карьера
Воспитанник петербургского футбола и ДЮСШ «Локомотив». Свою карьеру начинал в клубе «Локомотив», который выступал в чемпионате Санкт-Петербурга[уточнить]. В 2010 году ездил на 10-дневный сбор в академию Гленна Ходдла.
В апреле 2011 года заключил контракт с петрозаводской «Карелией». В её составе он дебютировал в профессиональном футболе, сыграл 7 матчей во втором дивизионе.
В 2013 года перешёл в эстонскую «Нарву-Транс». Однако в составе команды ему закрепиться не удалось и летом он покинул коллектив. Всего в Мейстрилиге провел 7 игр и забил один гол. Также в ходе сезона играл за фарм-клуб «Транса» — йыхвинский «Локомотив», а в конце сезона играл в России за любительский клуб «Шахтер» (Пешелань).
С 2014 года работает в петербургском ФК «Алмаз-Антей» одноимённого концерна тренером. Также в должности «руководитель футбольного клуба». В 2020 году сыграл в 2 матчах чемпионата Северо-Запада в рамках III дивизиона.